# Justicia oranensis
Justicia oranensis là một loài thực vật có hoa trong họ Ô rô. Loài này được De Marco & T. Ruiz mô tả khoa học đầu tiên năm 1976.